# Antígona (hija de Euritión)

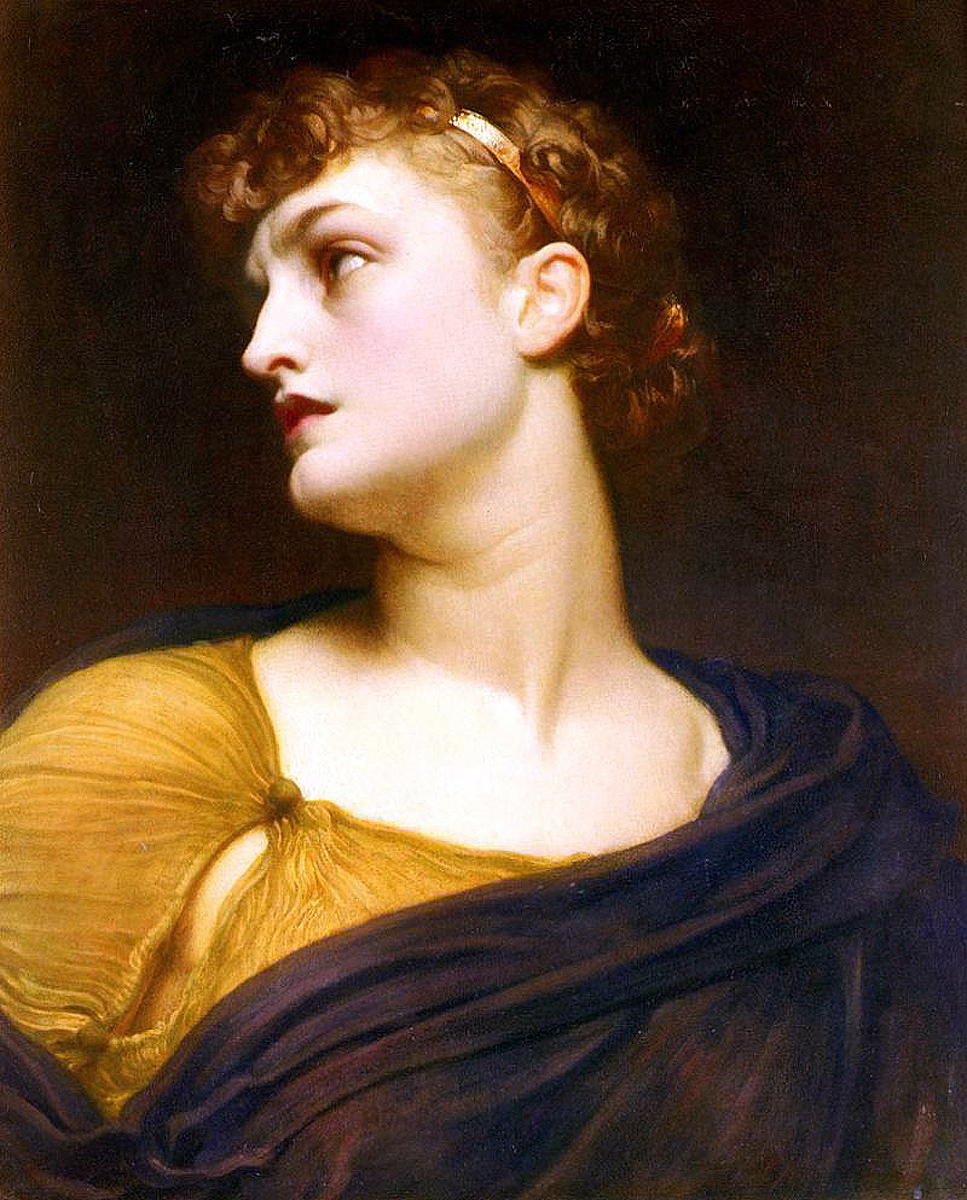
Antígona, princesa de Ftía.

Antígona (en griego antiguo: Ἀντιγόνη, Antigónē), en la mitología griega, era una princesa de Ftía y la primera esposa de Peleo. Su nombre puede significar ‘en lugar de una madre’,  ‘comparable a su padre’ o ‘digna de su padre’.
Es mencionada en la Biblioteca mitológica. Después de la muerte de Foco Peleo huyó a Ftía, a la corte de Euritión, hijo de Áctor. Este que lo purificó y le entregó a su hija Antígona, junto con un tercio del país. Peleo y Antígona tuvieron una hija, Polidora.  Peleo partió con Euritión a la caza del jabalí de Calidón, pero al disparar un dardo contra el jabalí alcanzó involuntariamente a Euritión y lo mató. Huyendo esta vez de Ftía, e implícitamente abandonado a Antígona en el proceso, llegó ante Acasto, en Yolco, que lo purificó. Astidamía, esposa de Acasto, enamorada de Peleo, quiso concertar con él una cita, y como no pudo convencerlo, envió a Antígona la falsa noticia de que Peleo iba a casarse con Estérope, hija de Acasto. Antígona, que ya no tenía padre y ahora además tampoco esposo, al oír la falsa noticia, presa de la aflicción, decidió acabar con su vida ahorcándose.
Tzetzes añade que, según Ferécides, Peleo, después de que Antígona se ahorcara, marchó a Ftía y allí tomó entonces a Tetis como esposa. También se refiere al padre de Antígona como Éurito, no Euritión.  Polidora, la hija de Antígona y Peleo, debe ser la misma que la citada por Homero y Hesíodo.  Esta tuvo un hijo, Menestio, habido con el río Esperqueo.